# A Little Lad in Dixie
A Little Lad in Dixie è un cortometraggio muto del 1911 diretto da Rollin S. Sturgeon.

## Produzione
Il film fu prodotto dalla Vitagraph Company of America.

## Distribuzione
Distribuito dalla General Film Company, il film - un cortometraggio in una bobina - uscì nelle sale cinematografiche USA il 25 marzo 1911.